# ヴェンチュリー・LC92
ヴェンチュリー・LC92 (Venturi LC92) は、フランスのレーシングチーム、ラルースが1992年のF1世界選手権に投入したフォーミュラ1カー。車名のヴェンチュリーはその年チームに出資を行ったフランスの自動車メーカー、ヴェンチュリーに因む。チームは予算問題や経営面での問題に苦しみ、決勝最高成績は6位。

## 背景
ラルースは元レーサーでかつてルノーチームのマネージャーを務めたジェラール・ラルースが創設した。ラルースのチームはリジェ、AGSに次ぐ3番目のフランスF1チームであった。ラルースの初年度は、イギリスのレーシングカービルダーであるローラが車両の開発を担当した。最も成功したのは1990年で、11ポイントを獲得しコンストラクターズランキング6位になった。しかしそのポイントは「ラルース」をコンストラクターとして申請していたことが問題視され、後に剥奪された。
1991年シーズンは財政問題のため不振に終わり、ローラとも袂を分かつ。チームはマーチ・エンジニアリングの創設者の一人でフォメットを率いるロビン・ハードと接触した。フォメットはイタリアのF1チーム、フォンドメタルのガブリエーレ・ルミが1990年にイギリスのビスターで設立したデザインスタジオで、フォンドメタルのマシン開発を行っていたが、こちらも成績不振のためその関係を解消することとなった。1991年秋にルミの持つフォメットの権利をジェラール・ラルースが譲り受け、フォメットはヴェンチュリーUKと改名された。
1991年の夏にジェラール・ラルースは自らの持つチームの株式の65%をフランスのスポーツカーメーカー、ヴェンチュリにー売却した。チームはヴェンチュリー・ラルースと改名し1992年シーズンを戦うこととなる。ヴェンチュリーは自社のスポーツカーの広告目的でF1に干与することを約束したが、その9ヶ月後には経済的問題のためモータースポーツから撤退することとなる。
1992年9月にヴェンチュリーはチームの株式をライナー・ルドルフの所有する投資ファンドのカムストックに売却した。カムストックは同月にジェラール・ラルースを新たな株主として公表した。しかしながら数週間後にその関係は失敗に終わる。「ライナー・ルドルフ」というのはヨーロッパ諸国から複数の殺人容疑で指名手配されているクラウス・ヴァルツの偽名であった。ヴァルツは1992年末に逃走を図り、ドイツ警察によって射殺された。殺されたクラウス・ヴァルツと、1970年代後半にF2チームのヴァルツTOJレーシングや1979年にオーロラF1シリーズに参戦していたドイツ人ドライバーが同一人物であるとする記述がしばしば見られるが、その事実は定かでない。これらの出来事は、シーズン後半のチーム運営に大きな影響を及ぼした。

## 開発
ヴェンチュリー・LC92はロビン・ハード、ティノ・ベッリ、ティム・ハロウェイが設計した。それは事実上フォンドメタル・フォメットF1の後継モデルであり、急ごしらえの簡単な構造であると考えられた。開発・設計作業のかなりの部分が外部委託されている。そのため、空力関係はサウサンプトン大学の風洞で開発された。シャシーはイースト・ミッドランズのヒーナーにあるアドバンスド・コンポジッツが製作した。前述のとおりローラが開発に全く関わっていないが、この年までは車体番号の先頭のアルファベットはそれまでと同様に「LC」を名乗った。
サスペンションはダブルウィッシュボーンにフロントはプッシュロッド、リアはプルロッドが取り付けられた。フロントサスペンションは再設計され、リアサスペンションは前作LC91の物を踏襲した。フロントノーズは1992年シーズンの他の車両と同様に尖った物でフロントスポイラー上に位置した。サイドボックスは張り出し、冷却空気口は小型の物を装備した。
エンジンはフォードDFRに代えて3.5リッターV型12気筒のランボルギーニ3512を搭載した。ラルースはこのマウロ・フォルギエリが設計し、クライスラーが開発したエンジンを1989年は独占的に供給されていたが、1990年末にリジェが独占供給を受けることとなった。リジェがこのエンジンを使用したのは1991年限りで、翌年からはルノーエンジンを搭載する。そのためラルースは再びこのエンジンの供給が受けられることとなった。この年はイタリアのミナルディも同じエンジンを使用した。ランボルギーニ3512は大きく重いエンジンであり、その性能は異なって評価される。いくつかのソースは出力を約730馬力であるとし、1992年シーズンにおける最もパワフルなエンジンであるとする。また別のソースでは出力655馬力であり、8気筒のコスワースHBエンジン(カスタマー使用のシリーズV)より10馬力上回り、12気筒のフェラーリ (type 037) やホンダ (Type RA121E) より50馬力下回るとした。ランボルギーニ3512は出力にムラがあり、信頼性の低いエンジンと考えられた。

## 製造
LC92はビスターのヴェンチュリーUKで製造された。チームはコート・ダジュールのシーニュを拠点とし、そこでレースの準備や小修理が行われた。
LC92は合計5台が製作された。シーズン序盤2戦でチームは2台のシャシー（LC92/1、LC92/2）しか持っていなかった。ブラジルで3台目（LC92/3）が準備され、数戦で使用された。イギリスGPまでにLC92/3はスペアカーにされた。LC92/5はドイツグランプリ以降LC92/1のスペアカーとなった。LC92/1はその後シーズン終了までスペアカーとなった。LC92/4は第4戦スペインで登場し、LC92/2に代わって緊急車両とされた。

## ドライバー
1992年シーズンのファーストドライバーはフランス人ドライバーのベルトラン・ガショーであった。彼は十分なスポンサーを見つけられなかったエリック・ベルナールに代わって起用された。ガショーは序盤3戦でLC92/1を使用し、それ以降はLC92/4を使用した。チームメイトは前年度の全日本F3000選手権チャンピオンの片山右京であった。これはチームのスポンサーである日本企業の土井グループからの要求によるものであった。右京はイギリスGPまでLC92/1を使用し、その後はLC92/5を使用した。

## レース戦績
前年度の成績により1992年シーズンラルースは予備予選の対象となった。しかしながらブラバムが破産し、アンドレア・モーダが追放となったため予備予選を免除されることとなった。右京がモナコで予備予選落ちした以外は、問題なく予備予選を通過している。
ガショーは全てのレースで決勝進出したが、11戦でリタイアしている。第6戦モナコグランプリでは6位に入り、1ポイントを獲得した。右京は「速いが経験不足」であった。右京は6戦で完走し、第7戦カナダグランプリでレース終盤まで入賞圏内に走行するも、エンジントラブルでリタイヤした。最高位はブラジルでの9位であった。ラルースは1ポイントを得てコンストラクターズランキング11位になった。
ラルースとヴェンチュリーとの関係はわずか1年で終了し、翌年から「ラルース」として参戦することになる。

## F1における全成績
(key) （太字はポールポジション）
| 年     | シャシー | エンジン                     | タイヤ | No | ドライバー           | 1   | 2   | 3   | 4   | 5   | 6    | 7   | 8   | 9   | 10  | 11  | 12  | 13  | 14  | 15  | 16  | ポイント | 順位 |
| ------ | -------- | ---------------------------- | ------ | -- | -------------------- | --- | --- | --- | --- | --- | ---- | --- | --- | --- | --- | --- | --- | --- | --- | --- | --- | -------- | ---- |
| 1992年 | LC92     | ランボルギーニ 3512 3.5, V12 | G      |    |                      | RSA | MEX | BRA | ESP | SMR | MON  | CAN | FRA | GBR | GER | HUN | BEL | ITA | POR | JPN | AUS | 1        | 11   |
| 1992年 | LC92     | ランボルギーニ 3512 3.5, V12 | G      | 29 | ベルトラン・ガショー | Ret | 11  | Ret | Ret | Ret | 6    | DSQ | Ret | Ret | 14  | Ret | 18  | Ret | Ret | Ret | Ret | 1        | 11   |
| 1992年 | LC92     | ランボルギーニ 3512 3.5, V12 | G      | 30 | 片山右京             | 12  | 12  | 9   | DNQ | Ret | DNPQ | Ret | Ret | Ret | Ret | Ret | 17  | 9   | Ret | 11  | Ret | 1        | 11   |

- コンストラクターズランキング11位。
- ドライバーズランキング17位（ベルトラン・ガショー）
- ドライバーズランキング-位（片山右京）

## 参照